# Daniel von Bargen
Daniel von Bargen, född 5 juni 1950 i Cincinnati i Ohio, död 1 mars 2015 i Montgomery i Ohio, var en amerikansk skådespelare.

## Filmografi (urval)
- 1991–2004 – I lagens namn (TV-serie) (3 avsnitt)
- 1991 – När lammen tystnar
- 1992 – Basic Instinct – iskallt begär
- 1993 – Blodröd sol
- 1993 – Philadelphia
- 1993 – Robocop 3
- 1995 – Lord of Illusions
- 1995 – Rött hav
- 1996 – Broken Arrow
- 1996 – På spaning i New York (TV-serie) (2 avsnitt)
- 1997 – Amistad
- 1997 – G.I. Jane
- 1997 – Seinfeld (TV-serie) (gästroll)
- 1997 – The Postman – budbäraren
- 1998 – A Civil Action
- 1998 – Arkiv X (TV-serie) (1 avsnitt)
- 1998 – Ensamma hemma (TV-serie) (1 avsnitt)
- 1998 – Faculty
- 1998 – Kameleonten (TV-serie) (1 avsnitt)
- 1999 – Advokaterna (TV-serie) (1 avsnitt)
- 1999 – Generalens dotter
- 1999 – Snö faller på cederträden
- 1999 – Universal Soldier - Återkomsten
- 2000–2002 – Malcolm – Ett geni i familjen (TV-serie) (15 avsnitt)
- 2000 – O Brother, Where Art Thou?
- 2000 – Shaft
- 2000 – The Kid
- 2000 – Vita huset (2 avsnitt)
- 2001 – Ally McBeal (TV-serie) (1 avsnitt)
- 2001 – The Majestic
- 2001 – Vem dömer Amy? (TV-serie) (1 avsnitt)
- 2002 – Simone